# Ormosia sumatrana
Ormosia sumatrana là một loài thực vật có hoa trong họ Đậu. Loài này được (Miq.) Prain miêu tả khoa học đầu tiên.